# Adonisea unimacula
Adonisea unimacula là một loài bướm đêm trong họ Noctuidae.